# Anan (Alto Garona)
Anan é uma comuna francesa na região administrativa da Occitânia, no departamento do Alto Garona. Estende-se por uma área de 13.43 km², com 248 habitantes, segundo o censo de 2018, com uma densidade de 18 hab/km².